# مبادئ الالهيات

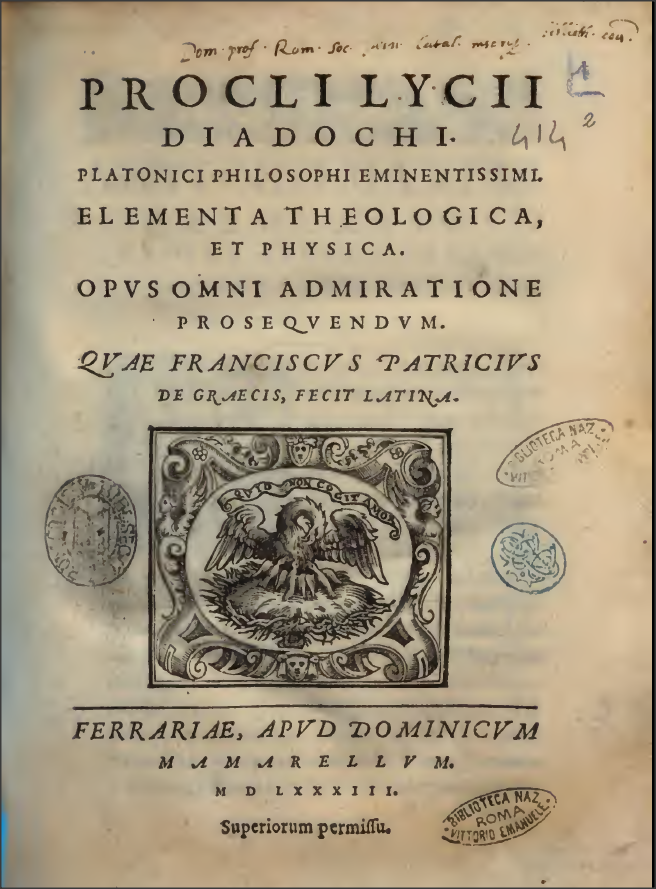
نسخة لاتينية من «مبادئ الالهيات» 1583 م - ترجمة باتريكيوس.

مبادئ الالهيات هو كتاب للفيلسوف اليوناني برقلس.
الكتاب يبحث في أصول الفلسفة الأفلاطونية المحدثة، ويقع في مائتين وأحد عشر فصلا. وقد نقلت أجزاء من هذا الكتاب عن اللفة اليونانية التي كتبت بها مرتين إلى العربية، واشتهر في إحدى المرتين باسم «الإيضاح في الخير المحض»، ونُسب خطًأ في بعض النسخ الخطية إلى أرسطوطاليس بدلا من المؤلف الأصلي برقلس. وبقى منسوبا طوال العصور الوسطى إلى أرسطوطاليس حتى في ترجمته اللاتينية.

## المصدر
1. ↑  جيرهارد إندرس (1971). مقتطفات عربية من كتاب برقلس الأفلاطوني المعروف بكتاب مبادئ الإلهيات. بيروت: المعهد الألماني للأبحاث الشرقية. ص. ح. مؤرشف من الأصل في 2023-12-09.